# Romasanta. La caza de la bestia
Romasanta (Romasanta, la caza de la bestia en Argentina/España) es una película hispano-italiana y británica de terror de 2004 dirigida por Paco Plaza y protagonizada por Julian Sands, Elsa Pataky y John Sharian.
El filme está basado en la novela de Alfredo Conde, cuyo argumento está a su vez basado en la historia real de Manuel Blanco Romasanta, conocido como «El Hombre Lobo de Allariz». Se rodó entre el 28 de julio y el 29 de septiembre de 2003 en diversas localidades de Barcelona y Galicia.

## Sinopsis
La historia está ambientada en un pueblo de Galicia en 1850. Bárbara (Pataky) y su hermana Josefa viven en mitad del bosque. No se atreven a salir debido a los asesinatos masivos que ocurren en la zona, debido a los cuales la leyenda de un hombre lobo se expande. Un día llega un vendedor ambulante llamado Manuel Blanco Romasanta (Sands), amante de Josefa, del que Bárbara está enamorada en secreto. Romasanta acompaña a Josefa a la ciudad, pero ésta nunca llegará a su destino. Y es que, al parecer, Romasanta es el hombre lobo al que todos temen.
Cuando finalmente es capturado, alega en su defensa que es víctima de una terrible maldición. La sociedad se divide: de una parte, los aldeanos exigen que se castigue a Romasanta, mientras los burgueses, con un reputado antropólogo al frente, justifican sus actos al considerar que padece la licantropía en forma de enfermedad mental. 

## Relación entre ficción y los hechos históricos
La historia narrada en la película ofrece muchas diferencias con la auténtica vida y muerte de Manuel (o Manuela) Blanco Romasanta. Comenzando por el físico del personaje (que según los testimonios, no llegaba siquiera a medir 140 cm); la historia de los crímenes que cometió (con la inclusión en la película del personaje de Bárbara, que no existió en la vida real); su detención y, finalmente, la muerte del criminal (entonces aún se ignoraba la causa real del fallecimiento, pero en ningún caso sucedió como en la película).

## Premios
- Premio al mejor director en el Festival de Cine de Málaga.
- Nominado a los Premios Goya 2004 a la Mejor fotografía y mejores efectos especiales.